# Agilolfo
Agilolfo ou Agilulfo (? — Milão, 616), duque de Turim, foi um rei lombardo que subiu ao poder unindo o reino após a morte do rei Autário. Ao estabelecer uma trégua com o Império Bizantino, pôde expandir seu reino com a conquista da região da Ligúria.
A estabilidade do reino deu-se entre os reinados de Autário e Agilolfo, que promoveram a divisão territorial do reino em ducados. Cada ducado era governado por um duque que era o representante do reino na região. As capitais dos ducados estavam em locais estratégicos e possibilitavam com isso o desenvolvimento de núcleos urbanos e serviam de interligação às principais cidades da  época, tais como: Fórum Júlio (atual Cividale del Friuli), Treviso, Trento, Turim, Verona, Bérgamo, Bréscia, Ivrea, Luca. Além dos núcleos urbanos também as grandes propriedades rurais estavam sob o governo de um duque. 
Com isso o reino lombardo consolidou-se, com a formação de clãs em substituição à ocupação meramente militar. 
Agilolfo providenciou também a incorporação, ao reino, dos românicos e adotou algumas características simbólicas, estas de origem latina, tendo como objetivo aproximar os lombardos da população remanescente. Com isto, em 604, seguiu os costumes bizantinos e associou o filho Adaloaldo ao trono.

Domínios lombardos na Itália no tempo de Agilofo

Agilolfo transferiu a capital do reino de Pavia para Milão e se auto-intitulou Gratia Dei rex totius Italiae - "pela graça de Deus rei de toda a Itália" - e não mais apenas "rei dos lombardos".
O soberano cedeu às pressões, sobretudo da rainha Teodolinda, pela conversão ao catolicismo. Até então os lombardos eram em grande parte pagãos ou adeptos ao arianismo. Embora não tenha se convertido ao cristianismo romano, ele permitiu a expansão deste entre os lombardos, inclusive mantendo uma posição de tolerância ao papa Gregório I.
Em 605, Agilolfo foi reconhecido pelo imperador Focas, que pagou um tributo e cedeu Orvieto entre outras cidades. As guerras pérsicas chamaram a atenção dos bizantinos para o Oriente dando folga para a última década do reinado de Agilolfo. Ele tinha que derrotar algumas insurreições e os ávaros que não desistiam de invadir Friuli, onde mataram seu duque, Gisulfo em 610.
Seu reinado terminou pacificamente em 616, após ter reinado por um quarto de século. Ele foi sucedido por seu filho Adaloaldo com Teodolinda, já que era ainda um adolescente, apesar de ter sido associado ao trono. 